# Conceição de Ipanema
Conceição de Ipanema är en kommun i Brasilien.   Den ligger i delstaten Minas Gerais, i den sydöstra delen av landet, 800 km sydost om huvudstaden Brasília. Antalet invånare är 4 467.
Omgivningarna runt Conceição de Ipanema är huvudsakligen savann. Runt Conceição de Ipanema är det glesbefolkat, med 15 invånare per kvadratkilometer.